# Nipponacmea radula
Nipponacmea radula is een slakkensoort uit de familie van de Lottiidae. De wetenschappelijke naam van de soort is voor het eerst geldig gepubliceerd in 1961 door Kira.